# Tuan Tuan et Yuan Yuan

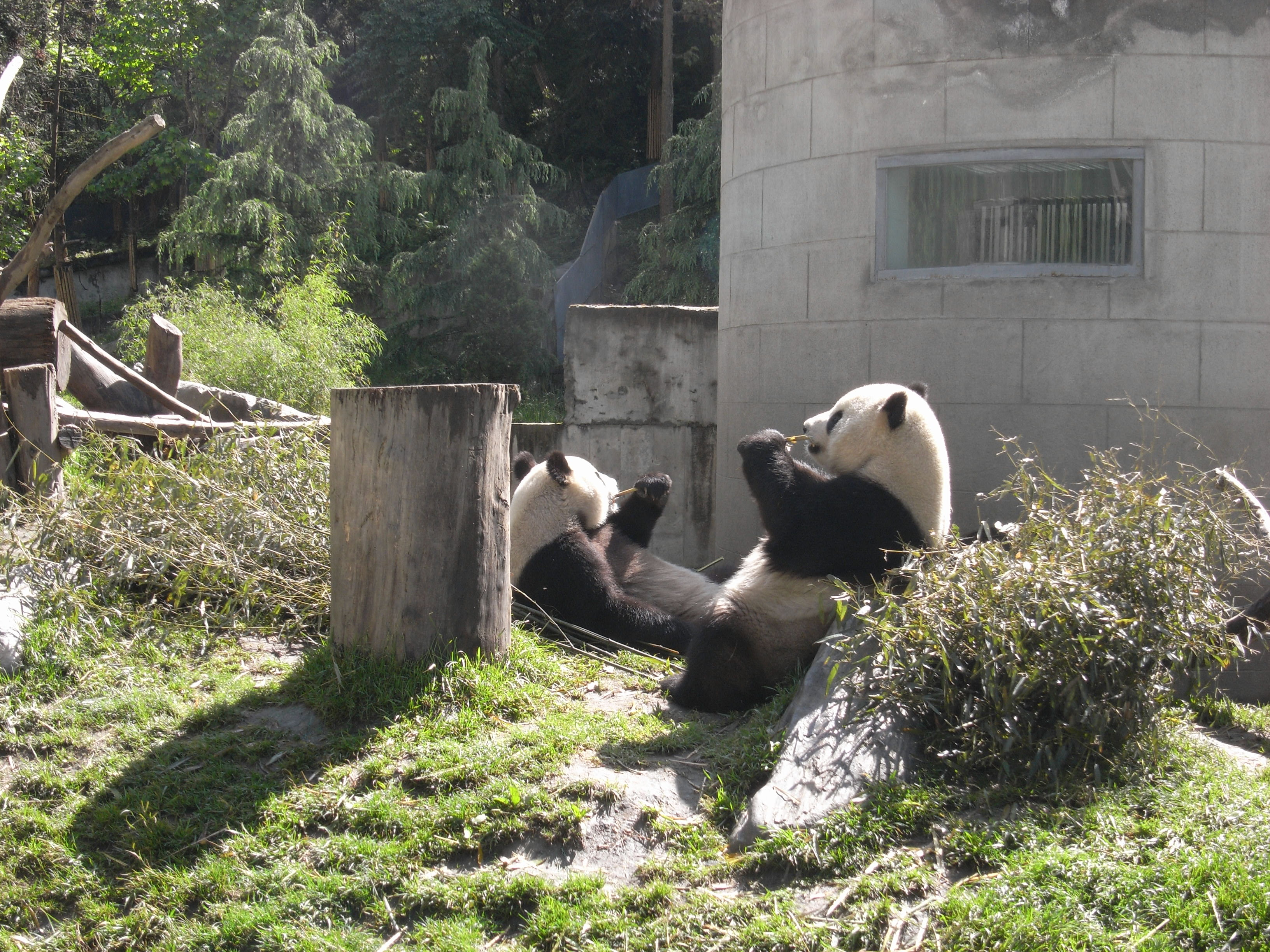
Tuan Tuan (à droite) et Yuan Yuan (à gauche) mâchant du bambou à Wolong peu de temps après le tremblement de terre au Sichuan en 2008.

Tuan Tuan et Yuan Yuan sont deux pandas géants qui ont été donnés par la République populaire de Chine (« Chine continentale ») à la République de Chine (« Taiwan ») en 2008. Le don a d'abord été proposé en 2005, mais l'administration précédente de Taïwan avait refusé d'accepter les pandas. Après des élections qui ont abouti à un changement de présidents en 2008, Taipei a accepté les pandas, et ils sont arrivés à Taiwan le 23 décembre 2008. Les deux noms ont été choisis par un vote en République populaire de Chine et leur combinaison, Tuan Yuan, signifie « réunion » en chinois. Les pandas sont logés au zoo de Taipei et ont été exposés au public depuis le nouvel an chinois 2009.

## Naissance
Tuan Tuan  est né à Hua Mei  le 1er septembre 2004, et a reçu le numéro 19 dans la Réserve Naturelle Nationale de Wolong dans la province du Sichuan. C'est un panda mâle. Yuan Yuan est née le 31 août 2004, et a été reçu le numéro 16 dans la Réserve Naturelle Nationale de Wolong. C'est un panda femelle. Leurs noms, "Tuan Tuan" et "Yuan Yuan", ont été choisis dans un sondage officieux du public en Chine continentale dont les résultats ont été révélés en direct à la télévision nationale au cours du Gala du Nouvel An de CCTV de l'année 2006. Environ 130 millions de téléspectateurs du continent chinois ont voté. Ensemble, les noms produisent la phrase Tuan Yuan ((zh)), ce qui signifie en chinois "réunion".

## Proposition de don et résistance politique
Le don des pandas a d'abord été proposé au cours des visites Pan-Blue de 2005 en Chine continentale, où les hommes politiques de ce qui était alors la coalition d'opposition Pan-Blue qui est relativement plus pro-réunification dans sa position, a visité la Chine continentale. Chen Yunlin, alors à la tête du Conseil d'État du Bureau des affaires de Taiwan, a annoncé le 3 mai 2005, que Pékin offrirait deux pandas géants à destination de Taipei comme cadeau.
Les deux pandas envoyés à Taiwan ont été choisis après 218 jours d'observation et de discussion par les experts de la Chine continentale et Taiwan, et ont été officiellement présentés le 6 janvier 2006. La Société de protection de la faune chinoise a alors commencé la recherche de propositions de noms à donner à la paire de pandas. Ils ont été annoncés à la veille du Nouvel An chinois 2006 lors du Gala du Nouvel An de la CCTV en direct sur la télévision nationale. Un sondage d'opinion à Taiwan mené par United Daily News en réponse à la proposition de cadeau montrait que 50 % des répondants étaient en faveur de l'acceptation des pandas, et 34 % y étaient opposés.
Toutefois, la proposition de cadeau a rapidement rencontré une résistance politique à Taiwan. Le 31 mars 2006, le Comité agricole du Yuan exécutif de Taiwan a décidé de ne pas délivrer de permis pour l'importation, ostensiblement pour des raisons que les zoos à Taiwan candidats à l'import des pandas ne répondaient pas aux critères en termes d'installations et de ressources nécessaires pour l'entretien et l'élevage des pandas, et que l'import ne serait pas dans le meilleur intérêt de la protection des pandas. Toutefois, les commentateurs généralement observaient que les considérations politiques sous-tendaient la décision technique, avec le président pro-indépendance Chen Shui-bian étant opposé à ce qu'il a vu comme un mouvement de propagande de Pékin,.
En 2008, Ma Ying-jeou, du Kuomintang, a été élu président, et au cours des mois suivants a permis de renforcer les relations économiques et politiques avec la Chine continentale sous sa présidence, et était disposé à les accepter. L'offre de pandas comme cadeau de la part de la Chine continentale est souvent connu sous le nom Diplomatie du panda, et le zoo de Taipei espère attirer environ 30 000 visiteurs par jour à la suite de leur arrivée. Le déménagement a été critiqué par les partisans de l'indépendance de Taiwan et le Parti progressiste démocratique, qui a dit que "Tuan Tuan et Yuan Yuan" signifie union, ce qui correspond parfaitement à l'objectif de Beijing de mettre Taiwan en son sein,.
Bien que Taiwan n'est pas un signataire CITES et n'est donc pas obligé de faire un rapport au Secrétariat de la CITES, le Secrétariat de la CITES a déclaré en réponse au transfert qu'elle considérait le transfert comme une affaire intra-étatique, et qu'il serait donc régi par les procédures et les exigences en matière administrative qui sont convenues par les autorités de Pékin et Taipei. Les deux parties ont adopté des procédures similaires aux procédures habituelles de la CITES pour les transferts internationaux. Sur les permis d'import-export, l'origine a été mentionnée comme Wolong Nature Reserve Management Office, tandis que la destination a été mentionnée comme le zoo de la ville de Taipei.

## Arrivée à Taiwan et réaction

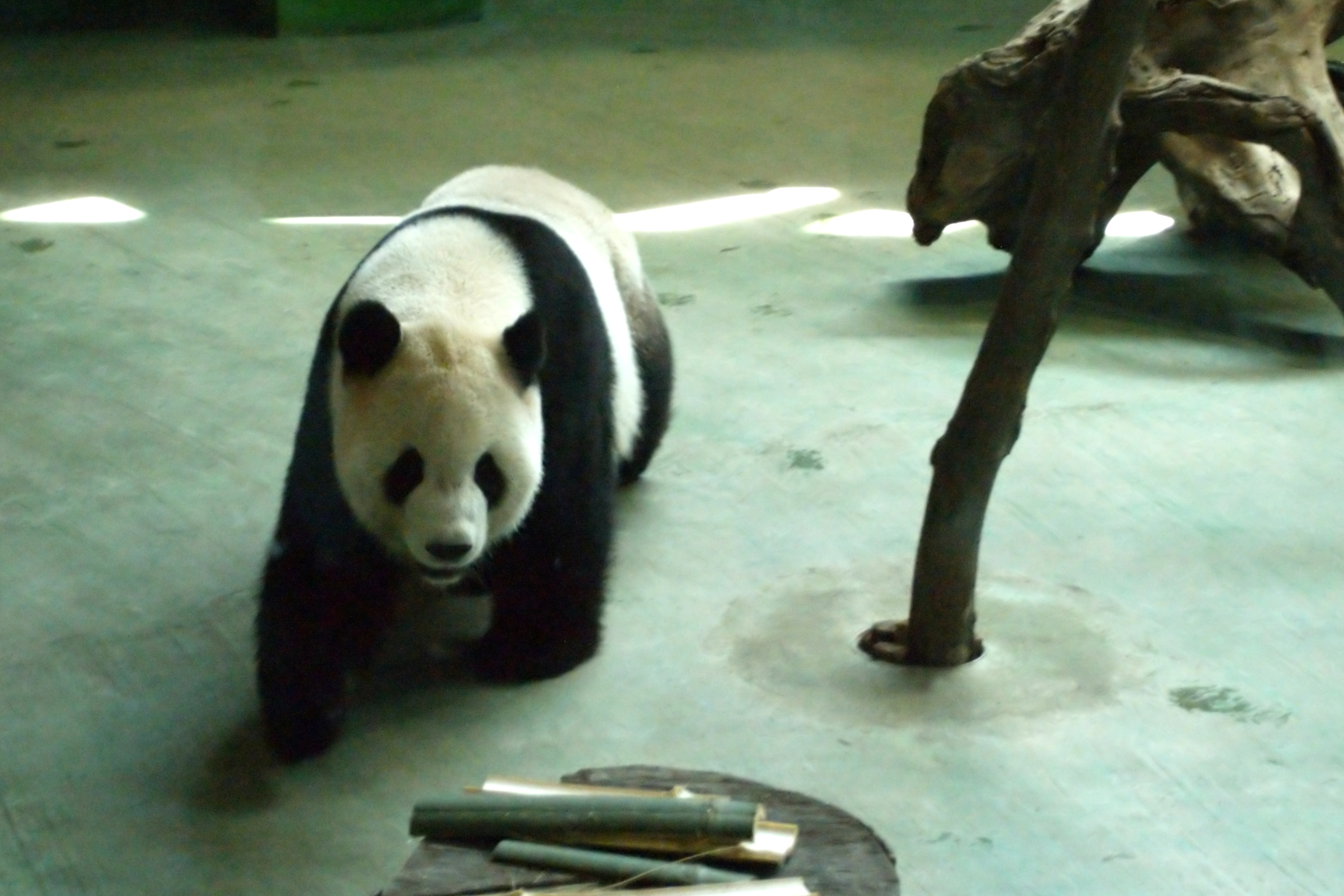
Panda géant au zoo de Taipei

Tuan Tuan et Yuan Yuan sont arrivés à Taiwan à bord d'un vol EVA Air le 23 décembre 2008, et ont été transportés à destination du Zoo de Taipei. L'arrivée des pandas a été accueillie avec beaucoup d'attention de la part du public, décrit par la presse comme une "Pandamania", faisant des pandas des célébrités instantanées. Une variété de produits dérivés a déjà apparue, avec même des bus redécorés sur le thème du panda.
Dans le même temps, il y a également eu une controverse politique. Le Parti progressiste démocratique (DPP) continue de voir le don de pandas comme un mouvement de propagande par Pékin. [réf. nécessaire] Ils ont appelé leurs partisans à ne pas visiter les pandas.